# Grumman F4F Wildcat
Грумман F4F «Уайлдкэт» (англ. Grumman F4F Wildcat) — американский одноместный палубный истребитель-бомбардировщик. Изначально проектировался как биплан, но в серию пошёл как свободнонесущий среднеплан (сказались требования к скоростным характеристикам). Прототип совершил первый полёт 2 сентября 1937 года. 8 августа 1939 года ВМС США выдали первый заказ на 78 серийных самолётов F4F-3. В связи с решением Конгресса об увеличении воздушной мощи флота в течение лета 1940 года производственный контракт на F4F-3 вырос до 200 F4F-3.
Первыми эскадрильями морской авиации, получившими F4F-3 стали VF-7, базировавшаяся на авианосце «Уосп» (USS Wasp) и VF-4 с авианосца «Рейнджер» (USS Ranger).
Одной из проблем самолёта, на которую не обратили должного внимания разработчики — система выпуска шасси. После взлёта шасси полностью убирались двадцатью девятью оборотами рукоятки ручной лебёдки, в то время как пилот был прежде всего озабочен набором высоты, сохранением строя и выравниванием самолёта. Выпуск шасси сопровождался не меньшими помехами в управлении самолётом.
В октябре 1941 года ВМС США начали присваивать названия морским самолётам и F4F официально получил наименование «Уайлдкэт» (Wildcat — дикая кошка).

## История разработки
В годы Великой депрессии военный бюджет США постоянно урезался. Флот был вынужден строить корабли, «выжимая» технический максимум из отведённых на постройку денег. Развитие авиации в те годы тормозилось тем, что самолёты заказывались авиастроительным фирмам малыми партиями, а научно-исследовательские работы, и, зачастую, строительство прототипа, не оплачивались государством.
В результате авиация ВВС США представляла собой печальное зрелище даже в сравнении с европейскими странами. В её разношерстном составе имелся и ряд прогрессивных моделей, таких например, как бомбардировщики фирмы  В-15 и В-17 фирмы "Боинг", однако самолётов этих моделей было немного. Основу военной авиации в то время составляли мелкосерийные бипланы различных моделей, в то время как ведущие европейские фирмы уже вовсю строили монопланы. Большинство американских истребителей было вооружено лишь двумя 7,62-мм пулемётами, что в лучшем случае соответствовало требованиям Первой мировой войны. Относительно современным армейским истребителем был моноплан Р-26 «Пишутер», однако его конструкция наряду с современным цельнометаллическим фюзеляжем полумонококовой конструкции обладала архаичными креплением крыла стальными лентами-расчалками и неубирающимся шасси. Палубный истребитель Grumman F2F обладал цельнометаллической конструкцией с фюзеляжем типа «полумонокок» и убирающимся шасси. Достаточно мощным было и вооружение — один 12,7-мм и один 7,62-мм пулемёты. Но он был бипланом. К тому же 700-сильный двигатель оказался недостаточно мощным для самолёта такого веса, следствием чего стали низкая скорость и скороподъёмность.
Тем не менее, ВМС США уделяли пристальное внимание строительству авианосцев и отсюда естественным образом возникла необходимость в вооружении их современными самолётами. В конце 1935 года был объявлен конкурс на скоростной истребитель-моноплан. На предварительном рассмотрении проектов были отобраны предложения фирм «Грумман» (проект G-16) и «Брюстер» (проект В-39). С фирмами были заключены контракты на строительство прототипов XF4F-1 и XF2A-1 соответственно.
XF2A-1 фирмы «Брюстер» был монопланом. В отличие от него XF4F-1 фирмы «Грумман» являлся бипланом и по сути представлял развитие модели F3F с установленным новым 800-сильным двигателем «Пратт Уитни» XR-1535-92, либо «Райт» XR-1670-02. В то время ведущие авиастроительные фирмы уже вовсю строили монопланы и на этом фоне проект фирмы «Грумман» выглядел архаичным. Представитель Бюро Аэронавтики Дж. Б. Пирсон сообщил Лерою Грумману о том, что к конкурсу подключилась фирма «Северский» с прототипом XNF-1 — палубным вариантом армейского истребителя P-35. Грумман понял, что необходимы решительные меры, и 1 июля отправил в Бюро Аэронавтики предложение о переделке своего прототипа в моноплан. Предложение было принято и 10 июля 1936 года контракт на строительство биплана XF4F-1 был отменен. Уже 28 июля 1936 года заключен контракт на строительство прототипа XF4F-2 с серийным номером 0383.
XF4F-2 получил нескладываемое среднерасположенное крыло большой площади. Чтобы превзойти конкурентов на прототип был установлен новый двухрядный радиальный двигатель «Пратт-Уитни» R-1830-66 мощностью 1050 л. с. Вооружение истребителя состояло из двух 12,7-мм синхронизированных пулемётов, установленных в верхней части капота двигателя. Предусматривалась возможность установки двух дополнительных крыльевых 12,7-мм пулемётов, либо двух 45-кг бомб. Шасси самолёта представляло фирменную груммановскую «трапецию» — стойки шасси вертикально поднимались в фюзеляж, а колеса прятались в специальные ниши в корпусе. В полу кабины были установлены специальные стекла для облегчения обзора при заходе на посадку. Время на конструирование было ограничено, а опыта разработки монопланов не было, поэтому конструкторы Лерой Грумман и Вилли Шнайдер принимали некоторые технические решения без расчётов и испытаний, полагаясь на интуицию. Из-за установки более тяжелого мотора центр тяжести сместился, изменив центровку, и конструкторы были вынуждены увеличить длину хвостовой части. При этом не были рассчитаны нагрузки на рули и путевая устойчивость.
2 сентября 1937 года прототип совершил первый полёт. 23 декабря 1937 года после трёх месяцев заводских испытаний XF4F-2 был передан для дальнейших испытаний на авиационную станцию флота Анакоста в штате Вашингтон. Прототип развил высокую скорость — более 290 миль в час, однако достижение было омрачено проблемами с охлаждением двигателя. Двигатель постоянно перегревался и 14 февраля 1938 года самолёт даже пришлось отправить на завод для устранения этого недостатка. Прототипы всех трёх фирм достаточно успешно прошли лётные испытания, однако на испытаниях при посадке на палубу, проводившихся с 6 апреля на Naval Aircraft Factory в Филадельфии XF4F-2 постигла катастрофа. Вновь проявились проблемы с охлаждением. У самолёта, пилотировавшегося флотским лётчиком-испытателем Гарни(англ. LT Gurney), заглох двигатель. Во время вынужденной посадки на поле колеса завязли в мягком грунте и самолёт скапотировал, получив серьёзные повреждения, после чего уже не мог продолжать испытания.
Кроме проблем с двигателем комиссия Бюро по аэронавтике ВМС США отметила также такие недостатки XF4F-2, как неудовлетворительную управляемость по всем трём осям, низкую маневренность и плохую путевую устойчивость. Выявленные недостатки не позволили прототипу фирмы «Грумман» выиграть конкурс. Ни один из самолётов не развил контрактной скорости 300 миль в час. Самолёт Груммана развил 290 миль, «Брюстер» — 280, а прототип фирмы «Северский» — только 260. Из-за проблем с XF4F-2 в июне 1938 года победителем конкурса была объявлена фирма «Брюстер» и флот заключил контракт на строительство 54 истребителей F2A-1. Тем не менее, комиссия обратила внимание на скорость нового самолёта фирмы «Грумман». Для реализации всего потенциала машины было предложено заменить двигатель на новый «Пратт-Уитни» XR-1830-76 с двухступенчатым нагнетателем. Двигатель уже устанавливался на новый пикировщик SBD и развивал 1050 л. с. на высоте 11000 футов, и 1200 л. с. — на взлётном режиме. В октябре 1938 года с фирмой «Грумман» был подписан контракт на строительство прототипа XF4F-3. Согласно протоколу о намерениях, при условии устранения указанных недостатков флот США готов заново рассмотреть вопрос о закупках.
Главный конструктор фирмы «Грумман» Вильям Шнейдер в срочном порядке занялся переработкой проекта. Формально XF4F-3 был переделкой XF4F-3 и сохранил тот же номер бюро аэронавтики — 0383. Фактически же без изменений остались только центральная часть фюзеляжа и шасси. Новый двигатель был длиннее и тяжелее предыдущего, что повлекло необходимость переделки моторамы и привело к увеличению взлётного веса. Для компенсации возросшего веса и решения проблем с горизонтальной маневренностью нужно было увеличить площадь крыла. Крыло имело простую в плане трапециевидную форму, поэтому его просто нарастили, увеличив размах. За счёт увеличения площади и разноса элеронов также улучшилось управление по поперечному каналу.
Наибольшие проблемы вызвала переделка хвостового оперения. В результате продувок в аэродинамической трубе было выявлено, что стабилизатор попадает в аэродинамическую тень от крыла, что резко снижало эффективность рулей высоты. Также недостаточными были признаны плечо стабилизатора и его площадь. Поэтому хвостовую часть пришлось радикально переделать. Стабилизатор увеличенной площади опустили в самый низ, также увеличили площадь киля и руля направления. И стабилизатор и киль приобрели трапециевидную форму в плане. Фюзеляж был удлинен на 0,5 м, а закабинный гаргрот, ранее сходивший на нет, продолжили до основания киля. Вооружение этого прототипа состояло из двух крыльевых 12,7-мм пулемётов «Кольт-Браунинг» М2 и двух 7,62-мм синхронизированных пулемётов «Кольт-Браунинг» М1 на капоте.
XF4F-3 с июля по август 1934 года проходил испытания на заводском аэродроме в Бепэйдж. Максимальная скорость нового истребителя достигла 540 км/ч. По скороподъёмности и горизонтальной маневренности он превзошел «Буффало». Некоторое время потребовалось на доводку двигателя и окончательное устранение проблем с остойчивостью и маневренностью, однако в конечном счёте лётчик-испытатель Селден Конверс подтвердил, что внесённые изменения достигли своей цели. Благодаря достигнутому успеху был выдан заказ на 54 машины первой серии и самолёт фирмы «Грумман» получил обозначение F4F-3 и имя «Уайлдкэт» (Wildcat — «Дикий кот»). В проект были внесены небольшие изменения. Вооружение теперь состояло из четырёх крыльевых 12,7-мм пулемётов с боекомплектом по 430 патронов на ствол. Прицел на первых сериях оставался телескопическим. Также была установлена бронеспинка толщиной 12,7 мм, однако фонарь бронестекол не имел.

## Конструкция
F4F представлял собой цельнометаллический свободнонесущий среднеплан. Технологически корпус делился на носовую и хвостовую части. Носовая часть — полумонокок. В носовой части размещались: двигатель с двухступенчатым нагнетателем, противопожарная система, отсек шасси и основной топливный бак. В противопожарную систему входили баллон с пенообразующим составом и спринклеры. Хвостовая часть имела круглое сечение и её конструкция считалась монококовой, хотя  её обшивка была подкреплена подкреплением не только шпангоутами, но и стрингерами. В ней находились кабина лётчика, ещё один топливный бак под сиденьем лётчика, бронеспинка и радиоборудование, неотъёмные гаргрот и вертикальное оперение. Начиная с F4F-4 топливные баки стали протектированными — внутренняя часть бака покрывалась резиной, закрывавшей пробоины, оставленные пулями и снарядами.
Крыло было двухлонжеронным с профилем NACA 230. Обшивка крыла несущая, из алюминиевых сплавов. В крыле размещалось вооружение — четыре 12,7-мм пулемёта, по два в каждой консоли. На самолётах ранних серий в корневой части крыла находились маслорадиаторы. Механизация крыла включала двухсекционные закрылки с гидравлическим приводом. Элероны имели металлический набор и полотняную обшивку. Начиная с модификации F4F-4 крыло было складываемым. Ручным приводом консоли крыла поворачивались на карданном шарнире с разворотом консоли сначала носком вниз и последующим поворотом консоли назад корпусу. В походном положении консоли крепились с помощью расчалок к стабилизатору. Предусматривался гидравлический привод, но его зачастую демонтировали ради экономии массы.
Шасси было трёхстоечным, с хвостовой опорой. Основные стойки шасси имели традиционную для фирмы Грумман конструкцию. Стойки втягивались внутрь фюзеляжа. А колесо убиралось в специальную нишу, заподлицо с обшивкой. Такая схема шасси по сравнению с другими была компактной и имела относительно небольшой вес, но её недостатками были низкая прочность, малая колея и низкий клиренс. На самолётах производимых фирмой Грумман привод уборки шасси был ручной, а выпуск осуществлялся под действием собственной массы. На модификации FM-2 и на части самолётов модификации FM-1 привод уборки и выпуска шасси был гидравлическим. Хвостовая стойка оснащалась цельнолитым резиновым колесом. Она была не убирающейся и закрывалась обтекателем.
В качестве силовой установки использовался 14-цилиндровый звездообразный двухрядный двигатель Пратт-Уитни R-1820. Ранние его модификации имели мощность 1200 л. с., на поздних её довели до 1420 л. с. Строившиеся для Британии самолёты оснащались однорядным звездообразным двигателем Райт R-1820 «Циклон», имевшим в зависимости от модификаций мощность от 1020 до 1350 л. с. Воздушный винт фирмы Кертис Электрик диаметром 3,14 м. Он был трёхлопастным, постоянных оборотов, с изменяемым шагом.
Вооружение ранних модификаций состояло из четырёх 12,7-мм пулемётов «Браунинг» М-2 с боекомплектом 430 патронов на ствол. Пулемёты размещались в консолях крыла, по два с каждой стороны. Начиная с модификации F4F-4 количество «браунингов» довели до шести — по три в каждой консоли. Из-за ограничения по весу их боекомплект был уменьшен до 240 патронов на ствол. Перезарядка пулемёта осуществлялась с помощью пневматики. Самолёт мог нести две бомбы массой до 113 кг. Начиная с модификации FM-2 «Уайлдкет» получил на вооружение шесть НАР. Их пусковые установки были так называемого «нулевого старта» (т. е. безрельсовые). Каждая из ракет подвешивалась к двум стойкам на нижней поверхности крыла. Такая конструкция имела меньшее сопротивлении по сравнению с классической направляющей. Часть английских «Мартлетов» также оснащалась шестью-восемью направляющими для пуска НАР английского производства. Под самолёт могли подвешиваться два топливных бака емкостью по 220 л.

## Модификации

### XF4F-1
Вариант, предложенный фирмой «Грумман» на конкурс, объявленный ВМС в конце 1935 года. Заводское обозначение проекта — G-16. Обозначение бюро Аэронавтики — XF4F-1. Биплан, представлявший модернизацию модели F3F с установкой нового 800-сильного двигателя «Пратт-Уитни» XR-1535-92 либо «Райт» XR-1670-02. Так и не был построен. Вместо него «Грумман» предложила другой проект — G-18, впоследствии ставший прототипом XF4F-2.

### XF4F-2
Предложенная Лероем Грумманом переделка прототипа XF4F-1 в моноплан в рамках конкурса ВМС 1935 года. Письмо с предложением отправлено 1 июля 1936 года. Одобрено бюро Аэронавтики 10 июля и 28 июля 1936 года заключен новый контракт на строительство прототипа XF4F-2 с серийным номером 0383. Заводское обозначение проекта — G-18.
Среднеплан, двигатель «Пратт-Уитни» R-1830-66 мощностью 1050 л. с. Вооружение — два 12,7-мм синхронизированных пулемёта в верхней части капота двигателя. Конструкторами была предусмотрена возможность установки двух дополнительных крыльевых 12,7-мм пулемётов, либо двух 45-кг бомб. Шасси — фирменная груммановская «трапеция». Первый полёт 2 сентября 1937 года. Передан для испытаний флоту 23 декабря 1937 года. Отмечались постоянные проблемы с перегревом двигателя, управляемостью и путевой устойчивостью. Из-за заглохшего двигателя 6 апреля 1938 года совершил вынужденную посадку на поле, скапотировал и был сильно повреждён. В результате проиграл конкурс, хотя и показал самую высокую среди трёх претендентов скорость — 290 миль в час.

### XF4F-3
11 апреля 1938 года XF4F-2 был возвращён на завод фирмы «Грумман». В октябре 1938 года был подписан контракт на постройку прототипа XF4F-3. Формально это была переделка прототипа XF4F-2, поэтому самолет сохранил тот же серийный номер — 0383. Несмотря на то, что части XF4F-2 использовались при постройке нового прототипа, не переделанными остались лишь шасси и центральная часть фюзеляжа.
На XF4F-3 был установлен новый двигатель — «Прат Уитни» R-1830-76 — 1200-сильная «звезда» воздушного охлаждения с двухступенчатым двухскоростным нагнетателем. Все аэродинамические поверхности получили квадратные законцовки. Самолёт стал на 48,3 см длиннее, а размах крыла увеличился с 10,4 до 11,58 м. Первый полёт прототип совершил 12 февраля 1939 года. Для решения проблем с охлаждением двигателя были опробованы несколько вариантов кока и створок системы охлаждения на юбке капота. Хвостовое оперение также менялось несколько раз и приобрело окончательный вид после продувок прототипа в аэродинамической трубе на базе в Лэнгли в конце 1939- начале 1941 года.

### F4F-3
В августе 1939 года флот разместил заказ на 54 серийных машин, получивших обозначение F4F-3. Грумман начал производство первых двух F4F-3 (BuNo 1844 и 1845) ещё до подписания контракта. BuNo 1844 взлетел в феврале 1940 года, а BuNo 1844 — в июне того же года. Первых два серийных самолёта были переданы флоту для испытаний на авиабазу Анакоста. Длина F4F-3 составила 8 763 мм, размах крыла — 11 582 мм, высота — 3454 мм. Вес пустого — 2375 кг, максимальный взлётный — 3205 кг. С двигателем HP Pratt & Whitney R-1830-76 или −86 максимальная скорость составила 533 км/ч на 6706 м, а практический потолок — 11 278 м.
BuNo 1844 и 1845 не рассматривались как серийные. Как и XF4F-3, они несли два 12,7-мм пулемёта в крыле и два 7,62-мм пулемёта в фюзеляже, синхронизированных для стрельбы через винт. Козырёк фонаря кабины был криволинейным и изготавливался из плексигласа. Первой серийной партией F4F-3 считаются BuNo 1848—1896. В них был внесён ряд изменений. Так, синхронные 7,62-мм пулемёты были упразднены, а вместо них установлены ещё два крыльевых 12,7-мм пулемёта (т. е. вооружение самолёта составляли теперь четыре крупнокалиберных пулемёта). Боезапас пулемётов составил по 430 патронов на ствол. Остекление козырька фонаря стало плоским. Конструкция крыла также претерпела изменения. Размеры лючков для обслуживания пулемётов были увеличены. Внутри консолей установили автоматически срабатывающие при приводнении надувные баллоны. В ходе производства этой серии произошли изменения створок охлаждения двигателя. По всей видимости, начиная с BuNo 1867 была несколько изменена внешняя форма капота. Последний самолёт серии — BuNo 1887 — стал прототипом F4F-4.
Первые 18 машин (BuNo 1848—1865) были поставлены в течение ноября-декабря 1940 года в истребительную эскадрилью VF-4 (позднее переименована в VF-41) авианосца «Рейнджер». Машины получили яркую предвоенную окраску хвостового оперения в Glossy Willow Green (FS14187). Следующие 20 машин (BuNo 1866—1885) с декабря 1940 по январь 1941 года поставили в VF-72 авианосца «Уосп». Эти машины также получили предвоенную окраску оперения, но в Glossy Black (FS17030). Обе эскадрильи входили в течение 1940 и 1941 года в состав Атлантического нейтрального патруля и имели дополнительный национальный опознавательный знак на фюзеляже. На машинах VF-41 этот знак наносился на передней части кокпита, а у VF-72 на капоте. 10 машин с BuNo 1887—1896 были поставлены в VF-71 "Уоспа.
Партия из 27 машин с BuNo 2512—2538 оснащалась "cheek' intercooler intakes и была поставлена флоту в феврале 1941. Следующая партия BuNo 3856-3874 была поставлена в июне 1941 года и отличалась внутренним расположением воздухозаборника карбюратора. Первые серии «Уайлдкетов» оснащались 14-цилиндровой двухрядной «звездой» «Пратт Уитни» R-1830-76 мощностью 1200 л. с. с двухскоростным двухступенчатым нагнетателем. Воздухозаборник карбюратора был внешним. Самолёты имели телескопический прицел Mk 111 и фотопулемёт Mk 3 справа на передней части фюзеляжа. Под каждой консолью могли подвешиваться бомбосбрасыватели Mk XLI для 45-кг бомб. BuNo 2512—2520 были поставлены в VF-71, а BuNo 2521—2538 в VF-42.
Ранние серии F4F-3 имели ряд проблем. Смонтированные в крыле баллоны для поддержания плавучести во время пикирования были склонны к самопроизвольному надуванию. Это привело к ряду аварий и от установки баллонов пришлось отказаться. При интенсивном маневрировании наблюдалось заклинивание пулемётных лент в системе подачи. Ещё одной проблемой при пикировании стала большая нагрузка на козырёк фонаря. Его криволинейное остекление не выдерживало и разрушалось. Для усиления были добавлены алюминиевые полосы в козырьке, что решило проблему. Эти изменения были также внедрены на F4F-3A и британских Martlet Mks II, III и IV. Исходя из боевого опыта в Европе топливные баки сделали протектированными, а кабина пилота получила защиту — переднюю бронестенку перед маслобаком и бронеспинку. Все эти изменения увеличили массу самолёта, что снизило его лётные характеристики.
Выпуск F4F-3 временно прерывался выпуском F4F-3A (BuNo 3875-3969) весной 1941 года. Следующая партия из 88 машин (BuNo 3970-4057) была поставлена с июля по сентябрь 1941 года. На эту партию устанавливался двигатель «Пратт-Уитни» R-1830-86, практически идентичный R-1830-76. Форму капота опять изменили — с каждой стороны теперь стояли четыре регулирующие выходные створки системы охлаждения, воздухозаборник карбюратора стал внутренним. Партия BuNo 3970-4057 была поставлена в июле-сентябре 1941 в VMF-211, VMF-121, VF-3 и VF-5.
Производство F4F-3 было прекращено в пользу модификации F4F-4. Но в 1941 году Грумман получила контракт на 100 F4F-7. Этот контракт был затем переделан на гидросамолёты F4F-3S. Но позже отказались и от них, поэтому эту партию (BuNo 12230 — 12329) достроили как обычные F4F-3 в январе-мае 1943. Эти машины использовались для обучения лётчиков. Финальная партия F4F-3 оснащалась двигателем R-1830-86 и имела конфигурацию капота как и у F4F-4 — по четыре створки на каждой стороне юбки капота и внешний воздухозаборник карбюратора.

### XF4F-5
В связи с задержками в доработке двигателя R-1830-76 флот заказал два прототипа XF4F-5, BuNo 1846 и 1847. Переделке подверглись третий и четвёртый серийный экземпляры F4F-3. От серийного F4F-3 их отличала установка двигателя R-1820-40 — однорядной девятицилиндровой «звезды» мощностью 1200 л. с. с одноступенчатым компрессором. Двигатель был короче и обтекатель стал меньше и более гладким, без регулируемых выхлопных створок. Воздухозаборник карбюратора находился спереди в верхней части капота. Самолёты оснащались трёхлопастным винтом «Гамильтон Стандарт» постоянного шага.
Первый полёт XF4F-5 состоялся в июне 1940 года. С высотой мощность двигателя быстро падала и на высоте характеристики новой модификации были хуже. На испытаниях в следующем месяце на авиастанции Анакоста была достигнута максимальная скорость в 492 км/ч на высоте в 4572 м. XF4F-5 в серию не пошёл. В конце 1942 года прототипы были использованы для испытаний новых двигателей и различных вариантов створок и выхлопных труб. BuNo 1846 был оснащён двигателем «Райт» R-1820-54 с турбонагнетателем. На BuNo 1846 установили XR-1820-48 с двухскоростным приводным нагнетателем и выхлопными соплами реактивного типа. Воздухозаборники маслорадиаторов на нём перенесли с крыльев на капот. Первый прототип достиг максимальной скорости 547 км/ч на высоте 8077 м, второй — 509 км/ч на 5944 м.

### XF4F-6
По той же причине флот заказал разработку прототипа XF4F-6 (BuNo 7031, заводской номер 737) с двигателем R-1830-90. Двигатель был двухрядной 14-цилиндровой «звездой» с одноступенчатым двухскоростным нагнетателем. В отличие от R-1830-76 с двухступенчатым двигателем, с высотой его мощность падала быстрее. Взлётная мощность составляла те же 1200 л. с., на высоте 6100 футов она составляла 1100 л. с. и 1000 л. с. на высоте 12 500 футов. Прототип впервые взлетел 11 октября 1940 года и был передан для испытания флоту на станцию Анакоста 26 ноября 1940 года. Испытания показали, что самолёт обладает сходными с F4F-3 тактико-техническими характеристиками, основные же отличия проявляются на высоте. Так, практический потолок уменьшился с 11 278 м до 10 363 м. Максимальная скорость упала до 319 миль в час на высоте 16100 футов, вместо 331 на 21 000 у F4F-3. В дальнейшем прототип использовался для отработки новых решений для F4F, в частности, формы кресла и систем управления, оптимизированных для больших перегрузок. Прототип разбился 25 мая 1942 года, пилот погиб.

### F4F-3A
Серийная версия XF4F-6. Из-за ряда проблем с поставками двигателей R-1830-76 флот заказал ограниченную партию истребителей с двигателями R-1830-90. Самолёт получил официальное обозначение F4F-3A. Внешне они практически не отличались от F4F-3 — за исключением воздухозаборника карбюратора в нижней части кольца капота двигателя. Всего с марта по май 1941 года было произведено 95 машин. Первые 30 самолётов (BuNo 3875-3904) по контракту от 8 мая 1940 года первоначально предназначались для поставки Греции. Судно с самолётами проходило Суэцкий канал, когда в апреле 1941 года Греция капитулировала. Заказанные машины были переданы Британии под обозначением Martlet Mk.III. Остальные машины (BuNo 3905-3969) поставлены флоту и КМП. Первая партия F4F-3A была поставлена в эскадрилью КМП VMF-111 в апреле 1941 года.

### F4F-3P
Часть F4F-3 была переделана в фоторазведчики. Модификация получила обозначение F4F-3P. У фоторазведчика был убран резервный бак под пилотом, что снизило запас топлива с 556 до 443 л. В качестве вооружения оставались те же четыре 12,7-мм пулемёта. В нижней части фюзеляжа, справа от основного топливного бака, была установлена фотокамера «Фэйрчалд» F-56 с фокусным расстоянием 760 мм. Объектив камеры закрывался сдвижной прямоугольной крышкой. Перед началом съёмки крышка сдвигалась пилотом с помощью несложного механизма с приводом от тросика. Всего таким способом было модернизировано 17 самолетов модели F4F-3 (BuNo 1849, 1852, 1856, 1867, 1871, 1872, 1880, 1894, 2512, 2517, 2534, 2526, 2530, 2537, 3985, 3997) и один F4F-3А (BuNo 3918). Количество переделанных машин было небольшим и они приняли лишь ограниченное участие в войне в 1942—1943 годах, в основном в районе Соломоновых островов, находясь в составе разведывательных эскадрилий КМП — VMO-251 и VMO-155. Часть самолётов применяла авиация флота. Так, в мае 1943 года во время операции над Алеутами три F4F-3Р находились на борту эскортного авианосца CVE-16 «Нассау».

### F4F-7

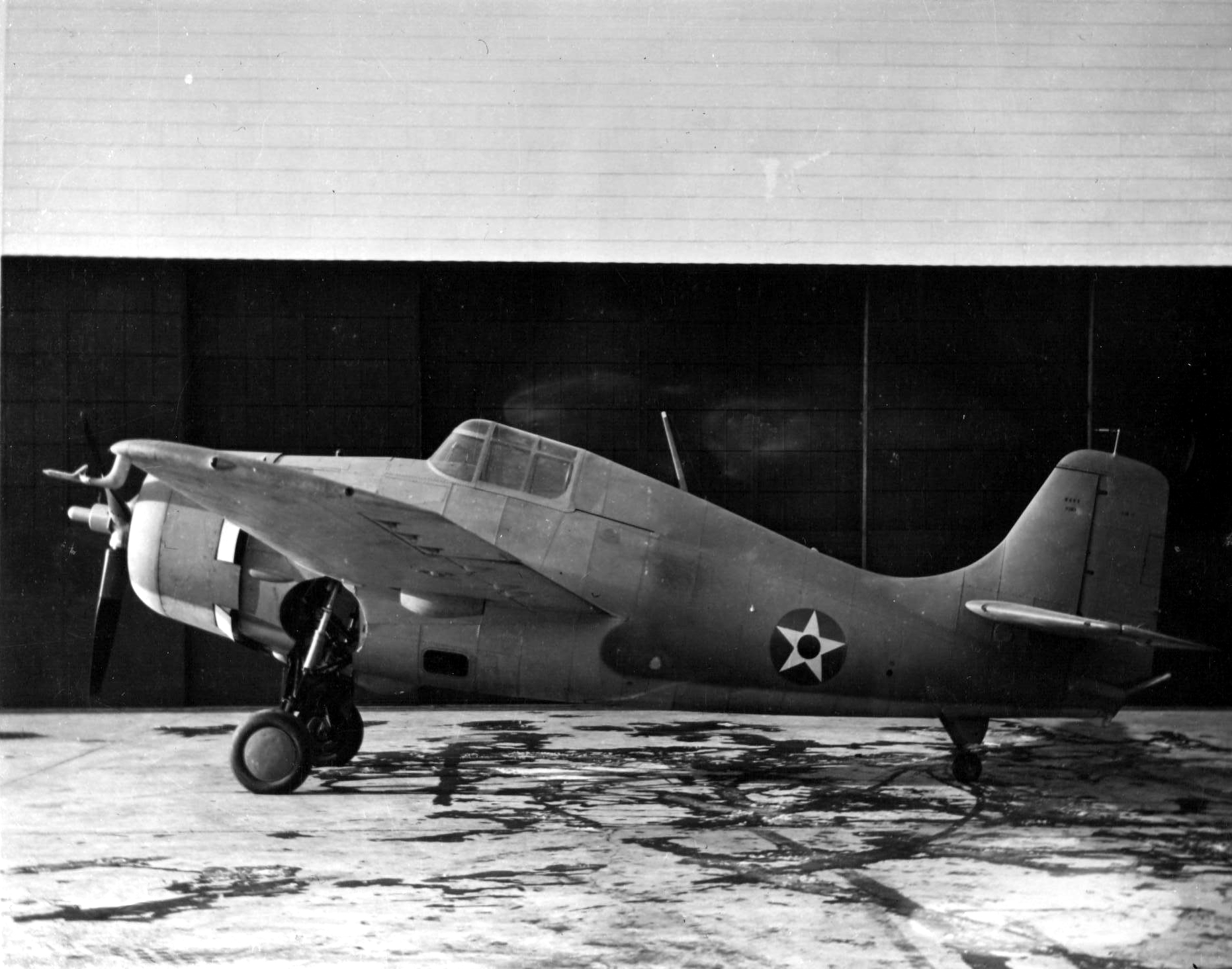
Grumman F4F-7

Для авиаразведки требовался самолёт с большой дальностью. Ещё до атаки на Пёрл-Харбор флот заказал фирме «Грумман» переделку двух стандартных F4F-3 в разведывательные самолёты. К концу января 1941 года был заключен контракт на модификацию двух самолётов. Ещё до начала работ над ними флот решил увеличить заказ до 21 самолётов. Изменения коснулись самолётов с BuNo 5263-5283. С машин сняли крыльевые пулемёты, и там же в крыле, которое было нескладываемым как и в модификации F4F-3, оборудовали топливные баки ёмкостью 2101 л. Вместе с фюзеляжным баком ёмкостью 443 л это дало самолёту впечатляющий запас топлива в 2544 л. Максимальный взлетный вес достиг 4685 кг. Дальность полёта составила 5954 км. Так как полёт на крейсерской скорости мог длиться до 24 часов, для снижения усталости лётчика на самолёт был установлен автопилот.
Вместо резервного фюзеляжного бака сразу за основным топливным баком, чуть ближе к левому борту, была установлена фотокамера «Фэйрчайлд» F-56. Визитной карточкой самолёта стала система слива топлива. Так как посадочный вес был ограничен, при аварийной посадке требовалось слить топливо. Для обеспечения слива в хвост вывели два топливопровода из баков. Так как их сливные патрубки были расположены под рулём направления, навигационные огни пришлось перенести на сам руль, сразу под триммером. Лобовое стекло было изменено — его верхняя часть получила криволинейную форму.
Флот заказал более 100 F4F-7, однако была построена только 21 машина из первого заказа. Разведчики в основном служили в разведывательной эскадрилье КМП VMO-251 во время боёв за Соломоновы острова. Во время Гуадалканальской компании в состав авиагруппы каждого авианосца обычно также входил один разведчик.

### F4F-3S
В 1942 году авиация флота столкнулась с достаточно успешным применением японцами гидросамолётов A6M2-N, созданных на базе «Зеро». Флот заказал фирме Edo Corporation переделку F4F-3 (BuNo 4038) в гидросамолёт. Машину поставили на два больших поплавка посредством стоек с раскосами, усилили корпус, зашили ниши шасси алюминиевыми листами и установили на стабилизатор два дополнительных руля направления. Самолёт получил обозначение F4F-3S Wildcatfish. Первый полёт был совершен 28 февраля 1943 года. Испытания на открытой воде провели на авиастанции флота в Норфолке. После всех внесённых изменений максимальная скорость снизилась до 428 км/ч. Тем не менее, флот перезаказал партию из 100 F4F7 (BuNo с 12230 по 12329) как F4F-3S. Однако, к тому времени интенсивность боёв на Соломоновых и Алеутских островах снизилась, что позволило построить на островах полноценные аэродромы, после чего потребность в истребителях-гидросамолётах отпала. Заказанная партия была достроена в 1943 году в варианте обычного F4F-3, построенные самолёты использовалась для обучения пилотов-истребителей.

### XF4F-4

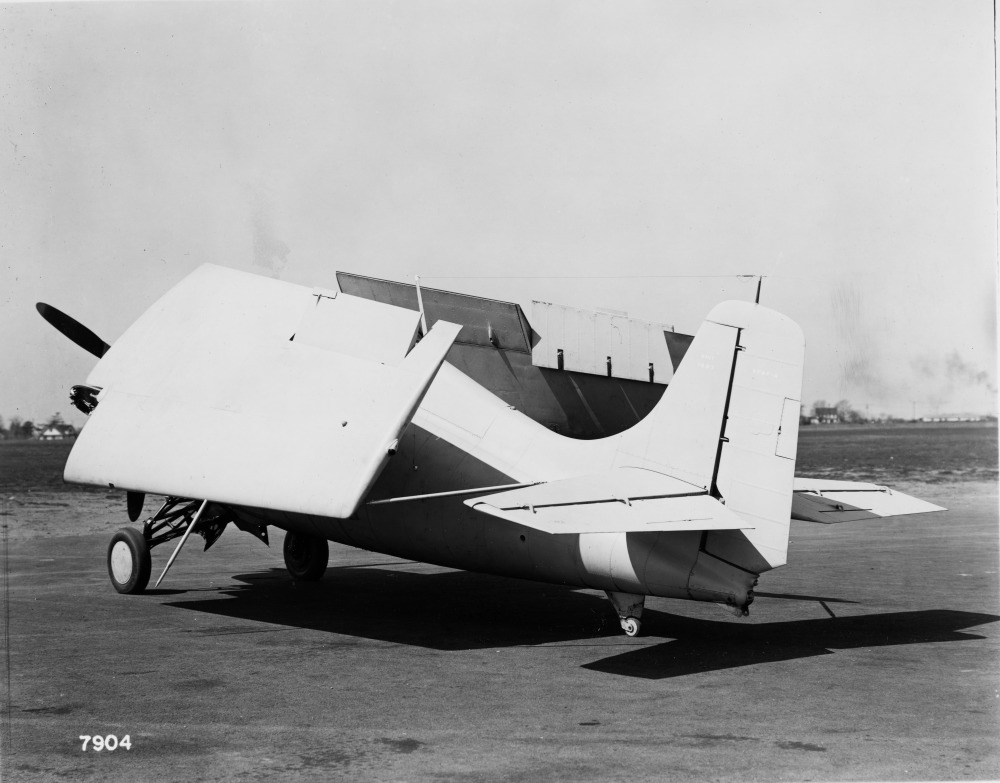
Grumman XF4F-4

Для уменьшения занимаемого истребителем пространства было решено оснастить гидравлическим складываемым крылом последний экземпляр из первой серийной партии (BuNo 1897). Под руководством Лероя Груммана была разработана уникальная конструкция складываемого крыла. Консоль не просто поднималась вверх — она поворачивалась вокруг узла складывания, одновременно прижимаясь к фюзеляжу. В сложенном положении консоль была расположена параллельно фюзеляжу, крепясь расчалкой к стабилизатору. Длина и высота самолёта не менялись, при этом если в разложенном положении крыло имело размах 11,6 м, то после его складывания самолёт занимал ширину только 4,4 м.
Схема крепления крыла к фюзеляжу не менялась. Главный лонжерон крепился к фюзеляжу в двух точках. В 1,305 м в одной точке к фюзеляжу крепился задний лонжерон. Но точка поворота крыла находилась в 15,2 см сзади по отношению к месту положения главного лонжерона на F4F3. Поэтому на XF4F-4 от точки крепления у фюзеляжа главный лонжерон уходил в бок под углом в 18° от нормали к узлу крепления. А в консоли крыла главный лонжерон уже шел под тем же углом что и на F4F3, но получается сдвинутым на 15,2 см назад.
Вместо прямой и длинной трубки ПВД, мешавшей складыванию, пришлось поставить у законцовки крыла коротки приемник ПВД в виде буквы «L». Вооружение прототипа было таким же, как и у F4F-3 — четыре 12,7 мм пулемёта. Из-за узла крепления пришлось также перенести пулемёты на 30,5 см от фюзеляжа — с расположением в 195,6 и 218,4 см от центральной оси.
В апреле 1941 года переделка была завершена и в мае 1941 года прототип поступил на испытания на станцию Анакоста. Взлётный вес самолёта вырос с 3205 кг до 3515 кг. Не удивительно, что испытания выявили ухудшения всех лётных характеристик — скороподъемности, максимальной скорости, маневренности. Испытания продолжились на авианосце «Саратога» с декабря 1941 по середину января 1942 года. Бюро Аэронавтики потребовало для запуска в серию уменьшить взлетный вес хотя бы до 3402 кг (7500 фунтов), для чего Грумману пришлось отказаться от гидравлического привода крыла, заменив его на ручной. Это позволило снизить взлетный вес до 3397 кг.

### F4F-4
После первых успешных полётов XF4F-4 флот в июне 1941 года заказал 436 серийных машин, получивших обозначение F4F-4. Серийные машины получили четыре регулируемых створки охлаждения на юбке капота, а воздухозаборник карбюратора был перенесен внутрь капота. «Уайлдкэты» также поставлялись в Великобританию. Параллельно с F4F-4 Грумман должен был производить «Мартлет Mk II». Первые девять машин были поставлены в Великобританию в апреле 1941 и имели нескладываемое крыло, отличаясь от F4F-3 в основном установкой более лёгкого экспортного варианта двигателя «Пратт-Уитни» R-1830-90. Узнав о разработке Грумманом варианта со складываемым крылом, Великобритания захотела оснастить «Мартлет Mk II» складываемым крылом. При этом исходя из своей концепции применения истребителей, британцы также настаивали на вооружении из шести пулемётов. Идя на встречу их пожеланиям, Грумман установил на экспортный вариант «Уайлдкэта» шесть пулемётов. При этом, желая уменьшить производственные издержки и не производить два типа плоскостей отдельно для F4F-4 и «Мартлет Mk II» Грумман предложил Бюро Аэронавтики установить шесть пулемётов и на американский вариант «Уайлдкэта». Специалисты Бюро Аэронавтики, не проконсультировавшись с строевыми пилотами, согласились на это предложение, считая что следует воспользоваться опытом британцев, воевавшим в Европе уже два года.
Третью пару пулемётов установили в 312,4 см от оси. При этом пришлось уменьшить боезапас с 450 до 240 патронов на ствол, общий боезапас с 1800 до 1440 патронов. Время непрерывной стрельбы при этом уменьшилось с 34 до 18 секунд. Была усилена защита лётчика — установлена бронеспинка весом 42,7 кг, а за маслобаком — передняя бронепластина массой 20,5 кг. Все топливные баки были протектированными. Взлётный вес серийного F4F-4 возрос до 7975 фунтов. Это было на 500 фунтов больше, чем у F4F-3 после оснащения его бронеспинкой и протектированными бензобаками. Неудивительно, что лётные характеристики упали. Максимальная скорость снизилась до 515 км/ч, скороподъемность у земли до 667 в минуту (11,17 м/c), время подъёма на высоту 3000 м составила 5,6 минут. Боевой радиус не изменился и составлял порядка 175 мор. миль (324 км).
Первые пять машин были поставлены флоту до конца года. Поставки в эскадрильи начались в начале 1942 года, постепенно заменяя F4F-3. Первой восемь F4F-4 получила VF-6 с авианосца «Энтерпрайз». Первой операцией F4F-4 стал рейд Дулитла, во время которого VF-6 «Энтерпрайза» включала 22 F4F-4 и 5 F4F-3, а VF-8 «Хорнета» из 30 F4F-4. В мае 1942 года во время сражения в Коралловом море на борту американских авианосцев ещё находились F4F-3. Но уже во время сражения за Мидуэй 4-7 июня на борту всех трёх американских авианосцев находились F4F-4. Строевые лётчики встретили новую модель достаточно прохладно. Мало того, что и так не блестящие лётные характеристики ухудшились из-за возросшего веса. Им не понравилось, что из-за сниженного боезапаса почти вдвое снизилось время непрерывной стрельбы. По их мнению, и четырёх пулеметов было достаточно для поражения легкозащищённого «Зеро».
К концу 1942 года поставки F4F-4 достигли 190 машин в месяц. Благодаря меньшему занимаемому месту количество истребителей в эскадрильях авианосцев удвоилось. В начале 1942 года штатно истребительная эскадрилья состояла из 18 машин. Во время битвы за Мидуэй их было уже по 27 на каждом из трех авианосцев. А во время компании на Гуадалканале, обычно, в состав авианосной эскадрильи входило уже 36 машин.

### XF4F-8
В течение 1943 года F4U «Корсар» и F6F «Хэлкет» вытеснили «Уайлдкеты» с палуб авианосцев первой линии и эскадрилий морской пехоты. Тем не менее F4F благодаря меньшим габаритам хорошо вписались в совместные с торпедоносцами TBF эскадрильи эскортных авианосцев. Но самолёт для 1943 года уже морально устарел и поэтому ещё в 1942 году флот запросил Грумман о возможности снижения его веса и улучшения его лётных характеристик. Этот запрос вылился в разработку прототипа XF4F-8. Для этого решили установить на «Уайлдкет» 1350-сильный двигатель Райт «Циклон» XR-1820-56. Двигатель оснащался приводным одноступенчатым двухскоростным нагнетателем. Вместо тяжелых литых он имел он имел кованные головки цилиндров и несмотря на возросшую мощность был легче двигателя R-1830-86.
Грумман построил два прототипа. Первый, BuNo 12228, оснащался винтом Гамильтон Стандарт Гидроматик и щелевыми закрылками. Вооружение осталось как у F4F-4 — шесть 12,7-мм крыльевых пулемётов. Этот прототип взлетел 8 ноября 1942 года. Щелевые закрылки никак не сказались на лётных характеристиках и были заменены на стандартные. Из-за возросшего вращающего момента винта также пришлось увеличить площадь киля и руля направления. Второй прототип, BuNo 12229, взлетел вскоре после первого. Он имел более высокий киль и руль направления, стандартные закрылки и винт Кертисс Электрик. Оба прототипа были прошли заводские испытания и были переданы флоту.

### FM-1
В начале 1942 года фирма «Грумман» начала выпуск истребителя F6F-3 «Хеллкэт». Флот присвоил программе выпуска высочайший приоритет. Для освобождения мощностей завода в Бетпейдж были проведены трёхсторонние переговоры с участием представителей флота, «Грумман» и «Дженерал Моторс». Фирма «Дженерал Моторс» владела на восточном побережье пятью автомобильными заводами, простаивавшими из-за прекращения производства легковых автомобилей в связи с войной. Согласно достигнутому соглашению, «Дженерал Моторс» организовало «Истерн Эйркрафт Дивижн» — подразделение для выпуска самолётов. Фирма «Грумман» занялась обучением и подготовкой персонала «Дженерал Моторс». В начале 1942 года завод в Трентоне, штат Нью Джерси, приступил к лицензированному «Грумман» производству торпедоносцев TBF «Эвенджер», получивших обозначение TBM. Завод в Линдене, штат Нью Джерси, занялся производством F4F, получившего обозначение FM-1. Три других завода производили комплектующие.
18 апреля 1942 года «Истерн Эйкрафт Дивижн» получил контракт на производство 1800 «уайлдкэтов». Первые 10 самолётов были собраны из машинокомплектов, прибывших из Бетпейджа, и ничем не отличались от F4F-4 последних серий. В следующие экземпляры был внесён ряд изменений. Согласно замечаниям, полученным от пилотов, сняли по одному пулемёту с каждой консоли, вернувшись к вооружению из четырёх 12,7-мм пулемётов с боекомплектом по 430 патронов на ствол. Как и на ранних F4F-4, существовала возможность подвески под нескладываемой частью крыла двух сбрасываемых подкрыльевых баков объёмом по 220 литров
Часть FM-1 была поставлена по ленд-лизу в Британию. Эти самолёты получили британское обозначение Martlet V, в январе 1944 года изменённое на Wildcat V. Всего до сентября 1943 года успели произвести 839 FM-1 для флота и 311 Martlet V. Затем завод перешёл на выпуск FM-2. Выпуск осуществлялся двумя партиями — BuNo 14992-15951 и 46738-46837. Поставляемые в Британию самолёты сначала получали номер бюро Аэронавтики, который потом менялся на британский серийный номер. Martlet V получили номера с JV325 по JV636.

### FM-2

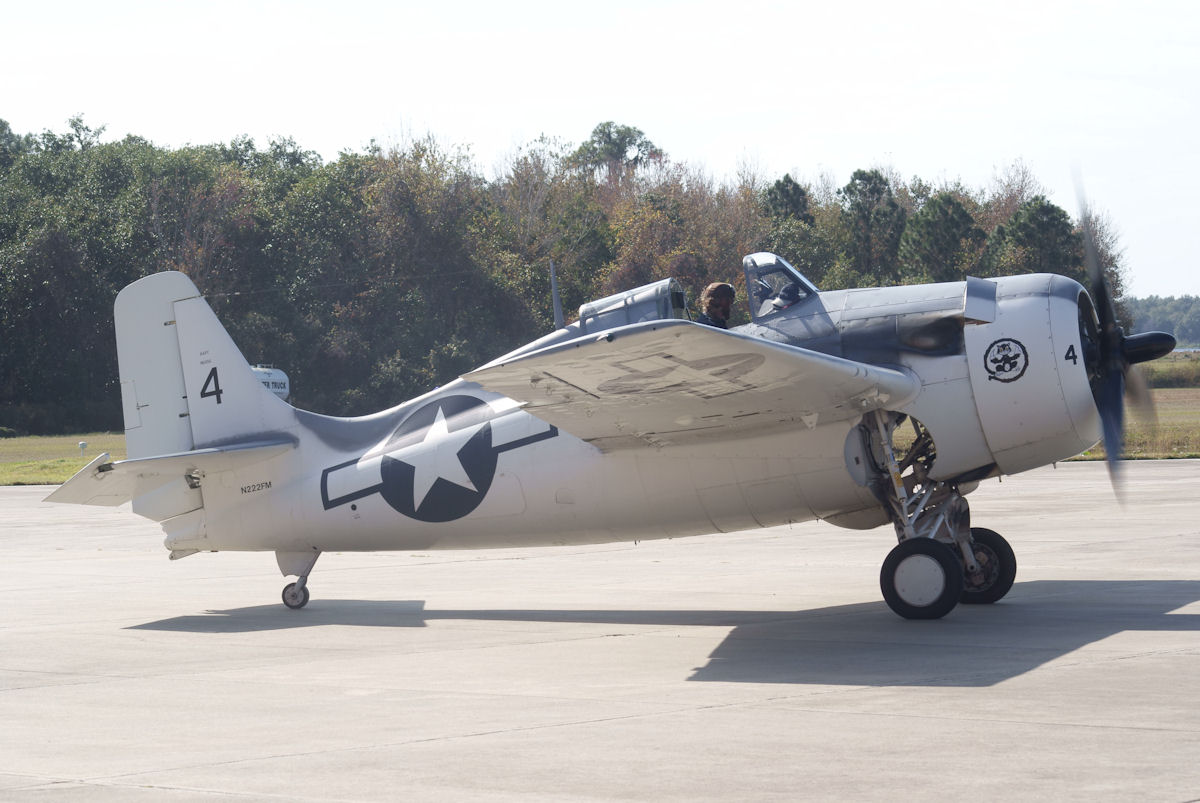
FM-2

Несмотря на то, что «уайлдкэты» были вытеснены с палуб авианосцев первой линии «хелкэтами» и «корсарами», потребность в них не уменьшилась. Благодаря небольшим габаритам они хорошо вписались в авиагруппы эскортных авианосцев. В связи с этим на заводе в Линдене было развёрнуто производство модификации XF4F-8, получившей серийное обозначение FM-2. Самолёт оснащался 1350-сильным двигателем Райт Циклон R-1820-56 или −56W (с впрыском воды) и одноступенчатым двухскоростным нагнетателем. Двигатель представлял собой однорядную девятицилиндровую «звезду». Винт — Кёртис Электрик. Двигатель был легче на 104 кг, что привело к снижению взлётного веса F4F на 227 кг по сравнению с предыдущей модификацией. За счёт этого удалось добиться улучшения лётных характеристик. Кроме того, двигатель стал короче, из-за чего изменилась форма капота — он стал короче и более гладким. Воздухозаборник карбюратора убрали под капот. С каждой стороны капота вместо четырёх регулируемых створок поставили одну более широкую. В выхлопной системе вместо коллектора применили патрубки реактивного типа. Две выходные щели с патрубками находилась по бортам и ещё две — внизу между колёсами. Воздухозаборники маслорадиатора перенесли с крыльев под капот.
Для компенсации увеличившегося реактивного момента винта киль и руль направления увеличили и применили щелевые закрылки. Окошки в полу кабины пилота зашили листами металла. Антенну за кабиной пилота заменили на вертикальную, вместо применявшейся ранее наклоненной вперёд. Как и на FM-1, вооружение состояло из четырёх 12,7-мм пулемётов, существовала возможность подвески под нескладываемой частью крыла двух сбрасываемых баков по 220 л.
FM-2, поставлявшиеся в Британию, получили обозначение Wildcat Mk VI. Как и для Wildcat Mk V, британские самолеты сначала выпускались с номером Бюро аэронавтики, а затем получали британский серийный номер. Версия FM-2 стала самой массовой — было произведено 4477 машин — 4437 FM-2 и 340 Wildcat Mk VI. Всего было выпущено шесть партий — диапазоны серийных номеров: 15952-16791, 46838-47437, 55050-55649, 56684-57083, 73499-75158, 86297-86973.
В процессе производства вносились некоторые изменения. Так, начиная с BuNo 57044 установили дополнительный бак на 34 л, доведя суммарную ёмкость баков до 477 л. Начиная с BuNo 74359 появились направляющие для «нулевого старта» 127-мм неуправляемых ракет.

## Экспортные модификации

### G-36A
Приближающаяся война в Европе заставила не имевших современных палубных истребителей Великобританию и Францию заняться покупкой зарубежных истребителей. Закупочные комиссии из обеих стран провели переговоры с Грумман о закупке экспортной версии «Уайлдкета». Первой контракт на закупку «Уайлдкета» для своей морской авиации (Aeronautique Navale) заключила Франция. Французская версия «Уайлдкета» получила заводское обозначение G-36A. В отличие от американских машин, на ней стоял экспортный 1200-сильный двигатель Райт «Циклон» R-1820-G205A. Это была девятицилиндровая однорядная звезда с одноступенчатым двухскоростным нагнетателем. Капот двигателя был более коротким, но общая длина самолёта практически не изменилась. Юбка капота была гладкой, без каких-либо створок системы охлаждения. Винт — Гамильтон Стандарт Гидроматик. Самолёт был вооружен четырьмя 7,5 мм пулемётами Darne — по одному на консолях крыла и два на капоте, синхронизированных для стрельбы через винт. Французскими также были радиостанция и прицелы. Ещё одной отличительной чертой была установка французской дроссельной заслонки. Франция заказала 81 G-36A и ещё десять машинокомплектов на запчасти. Первый самолёт, получивший гражданский номер США NX-G1, взлетел 10 мая 1940 года. К моменту капитуляции Франции 22 июня 1940 года были произведены семь машин — с номерами от NX-G1 по NX-G7. Ни один из них не был поставлен заказчику.

### Martlet Mk I

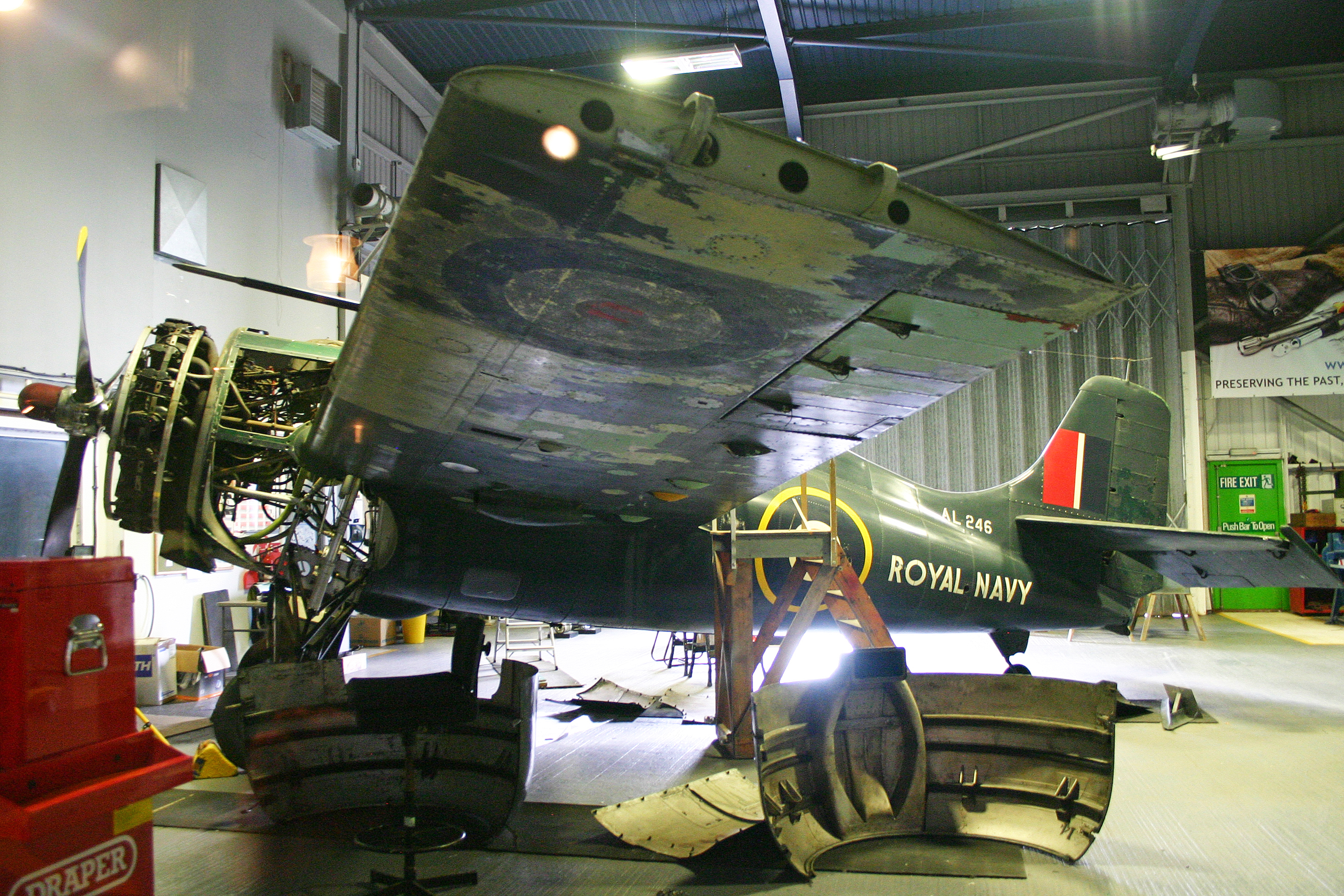
Grumman Martlet Mk I

Франция быстро вышла из войны и по согласованию закупочных комиссий обеих стран Великобритания взяла на себя покупку машин французского заказа для своей морской авиации (Fleet Air Arm). Самолёты были переоборудованы под британский стандарт — были заменены французское радиооборудование, дроссельная заслонка и установлено британское вооружение. Фюзеляжные пулемёты были сняты, и на каждой консоли крыла установлено по два 12,7 мм пулемёта - один в 165 см, а второй в 307 см от осевой линии самолёта. Эти самолёты получили официальное обозначение Martlet Mk I (Martlet — ласточка) и были отправлены через Канаду морем в Великобританию. До места назначения добралась только 81 машина. Десять были потеряны вместе с погибшим перевозивших их судном. Первыми «Мартлеты» получили 804 эскадрилья королевского военно-морского флота в Хатсоне, на Оркнейских островах. Эскадрилья занималась ПВО главной базы британского флота Скапа-Флоу. Впоследствии из её состава часть машин были выделены в новообразованную 802-ю эскадрилью. 25 декабря 1940 года воздушным патрулём в составе двух «Мартлетов» 804-й эскадрильи на подходе к Скапа-Флоу был сбит Ju 88. Это стало первой воздушной победой как «Уайлдкетов», так и экспортного британского самолёта.
Ангары британских авианосцев были небольшими и «Мартлет» Mk I не очень хорошо подходил на роль палубного самолёта. Поэтому они в основном использовались с сухопутных аэродромов или в роли учебных для тренировки лётчиков палубной авиации. «Мартлет» Mk I получили серийные номера AL236-AL262, AX725- AX738, AX824-AX829, BJ507-BJ527 и BJ554-BJ570. Из них до сегодняшнего времени дожил только один самолёт — AL246.

### Martlet Mk II/G-36B
В середине 1940 года британской закупочной комиссией было заказано 100 «Уайлдкетов» заводской модификации G-36B, получивших в Великобритании обозначение Martlet Mk II. Этот вариант считался более приспособленным для палубных операций, чем самолёты перекупленного французского заказа. «Мартлет» Mk II оснащался двигателем Пратт-Уитни R-1830-S3C4-G (экспортная версия двигателя R-1830-90, устанавливавшегося на F4F-3A). Первая партия вторых «Мартлетов» оснащалась нескладываемым крылом и четырьмя 12,7-мм пулемётами и мало отличалась от F4F-3A. Первый самолёт с бортовым номером AM954 совершил полёт в октябре 1940 года. Он был оставлен для заводских испытаний. В марте 1940 года первая партия из девяти машин (номера AM955-AM963) были отгружены заказчику, однако британцы уже знали об экспериментах фирмы «Грумман» со складываемом крылом на XF4F-4 и потому несмотря на задержку поставки пошли на изменение контракта. По новым условиям контракта оставшиеся самолёты поставлялись со складываемым крылом и вооружением из шести крыльевых 12,7-мм пулемётов. Первые девять машин должны были быть переделаны в эту модификацию. Для обеспечения складывания крыла прямая трубка приемника воздушного давления была заменена на L-образную под консолью. Самолёт с бортовым номером AM964 был построен с двумя трубками ПВД. Как минимум один самолёт с бортовым номером AM980 получил нижний гаргрот, но причины такой модификации не известны. Часть «Мартлет» II получили дополнительное усиление лобового стекла.

### Martlet Mk III
В октябре 1940 года Италия вторглась в Грецию. В ответ на просьбу о помощи США выделили грекам 30 первых F4F-3A. Но они так и не были доставлены в Грецию. 6 апреля 1941 года, когда на Грецию напала Германия, эти самолёты были в пути. К концу апреля греки капитулировали, британцы в течение следующего месяца взяли на себя эту поставку и самолёты были выгружены в Гибралтаре. Затем их перебросили в Северную Африку, где они служили в 805 и 806 эскадрильях. Самолёты получили британское обозначение Martlet Mk III. Они имели номера бюро аэронавтики 3875 по 3904, а в Британии, по всей видимости, получили бортовые номера BJ501-BJ530. С нумерацией этих самолётов существует путаница, так как есть фотографии, показывающие самолёты этой модификации с номерами в диапазоне AX725-AX747, в который также входили Martlet Mk I. Как и F4F-3A, Martlet Mk III имели нескладываемое крыло, двигатель R-1830-90 с одноступенчатым двухскоростным нагнетателем, винт «Кертисс Электрик» и вооружение из четырёх 12,7-мм крыльевых пулемётов.

### Martlet Mk IV/ Wildcat Mk IV /F4F-4B
В 1941 году американцы приняли закон о ленд-лизе. На условиях ленд-лиза в Британию были поставлены 220 экспортных версий «Уайлдкет» F4F-4 с двигателем «Райт Циклон». В Британии эта модификация получила обозначение Martlet Mk IV, также известная под обозначением F4F-4B. В 1944 году британцы для унификации с американцами переименовали все Martlet в Wildcat и эта модификация стала иметь обозначение Wildcat Mk IV. Эти самолёты сохранили шестипулемётное вооружение F4F-4 и были оснащены двигателем «Райт Циклон» R-1820-40B и винтом «Стандарт Гидроматик». Капот был более коротким, а створок системы охлаждения было всего две — по одной широкой створке по бокам. Длина самолёта составила 8,7 м, размах крыла 11,6 м. В Британии самолёты получили серийные номера FN 100 — FN319. Первая поставка была осуществлена 27 февраля 1942 года и все 220 машин были отгружены до конца ноября того же года. Три самолёта с номерами FN205-FN207 были потеряны во время доставки морем. 17 «Мартлетов» были размещены британцами в Момбасу в Кении, остальные ушли в Англию.

### Martlet Mk V/Wildcat Mk V
После перевода производства «Уайлдкетов» на заводы «Дженерал Электрик» начались поставки FM-1 по ленд-лизу и в Британию. Там они получили обозначение Martlet Mk V (с января 1944 года — Wildcat Mk V). Самолёты были идентичны американским, с двигателем R-1830-86 и вооружением из четырёх пулемётов. Всего британцам были поставлены 311 «Мартлет» V. Первые два были поставлены в 1942 году. В течение 1943 года, до начала производства FM-2, успели поставить ещё 309 машин. Они получили британские серийные номера с JV325 по JV636 и входили в состав 36 эскадрилий. Первый боевой вылет эти самолёты совершили только в феврале 1944 года.

### Wildcat Mk VI
Последней модификацией, поставлявшейся в Великобританию, стали FM-2. Они получили в Британии обозначение Wildcat Mk VI. «Шестерки» также поставлялись по ленд-лизу и были полностью идентичны американской версии. Всего до конца войны в Британию были поставлены 340 машин — 220 в 1944 году и 120 в 1945. Эти машины могли нести под каждой консолью сбрасываемый подвесной бак на 220 л либо бомбу до 113 кг. Кроме вспомогательных соединений, они входили в 22 эскадрильи морской авиации — 700, 722, 748, 757. 771, 787. 794. 811. 813, 815, 819, 821, 825, 835, 838, 846, 850, 852 853, 856. 881 и 882-ю.

## Военная биография

### Американская морская авиация
| Производство «Уайлдкетов» для ВМС США и корпуса морской пехоты | Производство «Уайлдкетов» для ВМС США и корпуса морской пехоты          | Производство «Уайлдкетов» для ВМС США и корпуса морской пехоты | Производство «Уайлдкетов» для ВМС США и корпуса морской пехоты | Производство «Уайлдкетов» для ВМС США и корпуса морской пехоты | Производство «Уайлдкетов» для ВМС США и корпуса морской пехоты | Производство «Уайлдкетов» для ВМС США и корпуса морской пехоты | Производство «Уайлдкетов» для ВМС США и корпуса морской пехоты | Производство «Уайлдкетов» для ВМС США и корпуса морской пехоты |
| Модификация                                                    | Серийные номера бюро аэронавтики                                        | 1940                                                           | 1941                                                           | 1942                                                           | 1943                                                           | 1944                                                           | 1945                                                           | ВСЕГО                                                          |
| -------------------------------------------------------------- | ----------------------------------------------------------------------- | -------------------------------------------------------------- | -------------------------------------------------------------- | -------------------------------------------------------------- | -------------------------------------------------------------- | -------------------------------------------------------------- | -------------------------------------------------------------- | -------------------------------------------------------------- |
| XF4F-2                                                         | 383                                                                     |                                                                |                                                                |                                                                |                                                                |                                                                |                                                                |                                                                |
| XF4F-3                                                         | 383                                                                     | 1                                                              |                                                                |                                                                |                                                                |                                                                |                                                                | 1                                                              |
| F4F-3                                                          | 1844—1845 1848-1896 2512-2538 3856-3874 3970-4057 12230-12329           | 22                                                             | 163                                                            |                                                                | 100                                                            |                                                                |                                                                | 285                                                            |
| F4F-3A                                                         | 3905-3969                                                               |                                                                | 65                                                             |                                                                |                                                                |                                                                |                                                                | 65                                                             |
| XF4F-4                                                         | 1897                                                                    |                                                                | 1                                                              |                                                                |                                                                |                                                                |                                                                | 1                                                              |
| F4F-4                                                          | 4058-4098 5030-5262 01991-02152 03385-03544 11655-12227                 |                                                                | 5                                                              | 1164                                                           |                                                                |                                                                |                                                                | 1169                                                           |
| XF4F-5                                                         | 1846—1847                                                               |                                                                | 2                                                              |                                                                |                                                                |                                                                |                                                                | 2                                                              |
| XF4F-6                                                         | 7031                                                                    |                                                                | 1                                                              |                                                                |                                                                |                                                                |                                                                | 1                                                              |
| F4F-7                                                          | 5263-5283                                                               |                                                                |                                                                | 21                                                             |                                                                |                                                                |                                                                | 21                                                             |
| XF4F-8                                                         | 12228-12229                                                             |                                                                |                                                                | 2                                                              |                                                                |                                                                |                                                                | 2                                                              |
| FM-1                                                           | 14992-15951 46738-46837                                                 |                                                                |                                                                | 21                                                             | 818                                                            |                                                                |                                                                | 839                                                            |
| FM-2                                                           | 15952-16791 46838-47437 55050-55649 56684-57083 73499-75158 86297-86973 |                                                                |                                                                |                                                                | 310                                                            | 2890                                                           | 1237                                                           | 4437                                                           |
| ИТОГО                                                          |                                                                         | 23                                                             | 237                                                            | 1208                                                           | 1228                                                           | 2890                                                           | 1237                                                           | 6823                                                           |

F4F состояли на вооружении истребительных эскадрилий авианосцев флота ВМС США (префикс «VF-») и эскадрилий корпуса морской пехоты (префикс «VMF-»). У палубных эскадрилий номер обычно совпадал с бортовым номером авианосца. По довоенному штату в эскадрилью обычно входило 18 машин плюс несколько резервных. Резервные машины, как правило, хранились на авианосцах в полуразобранном состоянии. При этом истребительная эскадрилья являлась самостоятельным подразделением. При заходе авианосца на базу эскадрилья вместе с техническим персоналом перемещалась на приписанную к базе авиастанцию. В военное время это позволяло гибко менять состав авиагрупп авианосцев — на время ремонта «своего» авианосца эскадрильи могли перебрасываться на «чужой авианосец». Оборона островов на Тихом океане была поручена эскадрильям корпуса морской пехоты.
Первой 18 F4F-3 BuNo 1848—1865 получила в течение ноября — декабря 1940 года VF-4 (потом её переименовали в VF-41) авианосца «Рейнджер». Следующие 20 машин (BuNo 1866—1885) с декабря 1940 по январь 1941 года поставили в VF-72 авианосца «Уосп». Обе эскадрильи вместе с авианосцами входили в течение 1940 и 1941 года в состав Атлантического нейтрального патруля. 10 машин с BuNo 1887—1896 были поставлены в VF-71 «Уоспа».
Из следующей партии BuNo 2512—2520 были поставлены в VF-71, а BuNo 2521—2538 в VF-42. Партия BuNo 3970-4057 была поставлена в июле — сентябре 1941 в VMF-211, VMF-121, VF-3 и VF-5.
С марта по май 1941 года для флота США было произведено 65 F4F-3A с BuNo 3905-3969. Первой в апреле 1941 года их получила эскадрилья КМП VMF-111 в Квантико. Существенное их количество также получила VF-5 авианосца «Энтерпрайз» и учебная эскадрилья на Атлантике — Advanced Carrier Training Group (ACTG).
Начало войны застало авианосный флот и корпус морской пехоты в процессе перевооружения на «Уайлдкет». Ими были оснащены VF-6 на «Энтерпрайзе», VF-42 на «Йорктауне», VF-5 и VF-41 на «Рейнджере», VF-71 (бывшая VF-7) и VF-72 — на «Уоспе», VF-3 на «Саратоге» и VF-8 — на «Хорнете». Кроме VMF-111 и VMF-121 базировавшихся в Квантико, ими была вооружена и VMF-211. Часть самолётов VMF-211 была переброшена на Уэйк, остальные в ожидании переброски находились на Гавайях. Из авианосных эскадрилий VF-2 авианосца «Лексингтон» ещё не прошла перевооружение и включала 20 F2A «Брюстер». Переброской эскадрилий морской пехоты на острова занимались авианосцы — самолёты принимались на борт, авианосец доставлял их к острову и они своим ходом перелетали на сухопутный островной аэродром. Этим объясняется отсутствие авианосцев в базе Перл-Харбора во время японской атаки. «Энтерпрайз» 4 декабря «выгрузил» 12 самолётов VMF-211 на остров Уэйк и находился на пути домой. «Лексингтон» 5 декабря отплыл из Перл-Харбора с 18 пикировщиками «Виндикейтор» из VMSB-231 на борту. Он должен был доставить их на Мидуэй. 7 декабря известие об атаке Перл-Харбора застало его в 500 милях от Мидуэя и авианосец был отозван. «Саратога» находилась в Сан-Диего на погрузке 18 «Брюстеров» VMF-221, которые должна была доставить на Уэйк.
Первые потери «Уайлдкеты» понесли в Перл-Харборе — из находившихся на аэродроме Эва в юго-западной части острова Оаху 11 машин было потеряно 9. Они были уничтожены на аэродроме, не успев подняться в воздух. Этим потери не ограничились. Вечером 7 декабря шесть самолётов с авианосца «Энтерпрайз» при посадке на Оаху были обстреляны запаниковавшими зенитчиками. Погибли три лётчика и потеряны четыре машины.
Первыми в бой с японцами вступили 12 «Уайлдкетов» VMF-211 (ескадрилья КМП) на Уэйке. Эскадрилья имела не полный состав и ограниченную боеспособность. Аэродром ещё не был оборудован надлежащим образом — в частности отсутствовали укрытия для самолётов. Четыре дежурных машины всё время находились в воздухе. Но так как до ближайшей японской базы было 1300 км, они ожидали их на 3000 м, считая что японцы будут подходить на большой высоте и искать остров. Но японцы оказались хитрее — наведение самолётов на остров занималась японская подлодка, выступая в роли радионаводчика. Поэтому 34 японских двухмоторных Mitsubishi G3M подойдя на 700 м, ниже уровня облаков, беспрепятственно отбомбились по аэродрому, уничтожив семь из восьми машин на земле. 10 декабря во время очередного налёта G3M был сбит один японский бомбардировщик. На следующий день для высадки подошли японские корабли и «Уайлдкеты» были использованы в роли ударного противокорабельного штурмовика. Им наконец-то улыбнулась удача — одна из бомб попала в сложенные на корме эсминца «Кисараги» глубинные бомбы. Эсминцу оторвало корму и он пошёл ко дну. 11 декабря были сбиты ещё два G3M, а 12-го летающая лодка H6K4 «Мэвис». Из-за упорного сопротивления защитников острова высадку японцев 22 декабря обеспечивали японские авианосцы «Хирю» и «Сорю». Бомбардировщики B5N сопровождались истребителями «Зеро». Из состава VMF-211 оставалось боеспособными всего два «Уайлдкета». Один из них был сбит японскими истребителями на подлёте, но вторая машина сумела прорваться к бомбардировщикам, сбив два из них. Но при посадке поврежденный самолёт разбился и эскадрилья осталась без машин. На следующий день остров был захвачен японским десантом

[./Grumman_F4F_Wildcat#cite_note-_0c02ba71764b7193-65 [65]].
Общественное мнение требовало от флота решительных действий. Был предпринят ряд авианосных рейдов на острова, занимаемые японцами. Были сформированы два соединения. TF-17 вокруг авианосца «Йорктаун» под командованием контр-адмирала Флетчера. И TF-8 во главе с авианосцем «Энтерпрайз», под командование вице-адмирала Хелси. 1 февраля TF-17 атаковала атолл Джалуит на островах Гилберта. А TF-8 — Руа, Тароа, Мадоэлап, Вотье и Кваджелейн на островах Маршалла. Палубные истребители одержали первую воздушную победу. Над Тароа лейтенант У. Э. Рои из VF-6 с авианосца «Энтерпрайз» сбил истребитель А5М4 «Claude». Шестерка F4F-3A из состава той же эскадрильи столкнулась с новыми японскими истребителями. Их высокие характеристики стали неприятной неожиданностью для американских лётчиков. Они были более скоростными и маневренными. Не став ввязываться в маневренный бой, американские пилоты оторвались от них в пикировании. Самолёты с TF-17 сбили японскую летающую лодку «Мэвис», пытавшуюся следить за их соединением.
20 февраля TF-11 авианосца «Лексингтон» пыталась нанести удар по Рабаулу, однако заблаговременно была обнаружена японским разведчиком «Мэвис». Хотя летающая лодка была сбита, американцы поняли, что обнаружены и операция была отменена. Японцы нанесли удар базовой авиацией. В нападении участвовали 17 G4M1. Все девять самолётов первой волны были сбиты, из них семь истребителями. Вторая волна из восьми машин зашла с другой стороны и её встретили только два истребителя. У одного заклинили пулемёты. Вторая машина, пилотируемая лейтенантом Э. О’Харой, до исчерпания боезапаса успела сделать три захода. Ему зачли пять сбитых машин и он стал первым американским асом. Из этой волны было сбито 6 G4M1. Авианосец не получил повреждений, а японцы потеряли в этот день 15 G4M1.
В ноябре 1942 года авианосец «Рейнджер» принял участие в высадке союзников в Северной Африке. На нём базировались две эскадрильи «Уайлдкетов». Также они были на трёх эскортных авианосцах. «Уайлдкетам» пришлось сражаться с французскими лётчиками вишистских подразделений, а позже и с подтянувшимися им на помощь немецкими и итальянскими. За три дня американские истребители сбили 25 самолётов противника. При этом сами потеряли 25 истребителей, из них 14 по небоевым причинам.
В январе 1943 года в части начали поступать штатные комплекты подвесных топливных баков. Это позволило эскадрильям морской пехоты осуществлять дальние рейды по аэродромам противника. Так VMF-121 и VMF-251 во время налёта на аэродромы на острове Новая Джорджия заявили о уничтожении 20 машин противника.
Но дни «Уайлдкета» в частях первой линии уже были сочтены. С января 1943 года флот начал получать более совершенные истребители F6F «Хеллкэт». Они быстро вытеснили с палуб ударных авианосцев «Уайлдкеты». В этом же году в части корпуса морской пехоты стали поступать истребители F4U «Корсар». Они имели проблемы с посадкой на палубу, поэтому флот их не использовал. Но F4U могли применяться с сухопутных аэродромов. «Корсары» обладали ещё лучшими ЛТХ чем «Хэллкеты» и с успехом заменили «Уайлдкеты» в истребительных эскадрильях морской пехоты.
Тем не менее F4F продолжили свою службу на эскортных авианосцах. Место на них было ограничено и занимающий мало места более лёгкий «Уайлдкет» прекрасно вписался в состав комбинированных эскадрилий. Эскадрильи получили префикс «VC-» и включали в себя около десятка бомбардировщиков-торпедоносцев «Эвенджер». Плюсом было и то что «Уайлдкет» мог взлетать с их короткой палубы без применения катапульты. На первых эскортных авианосцах «Уайлдкеты» зачастую со сложенными крыльями хранились на палубах. После появления эскортных авианосцев спецпостройки в состав их эскадрилий входило более двух десятков машин. FM-1 и FM-2 в основном использовались как раз с эскортных авианосцев. В Атлантике они использовались для охранения конвоев, занимаясь как ПВО флота так и охотой за подводными лодками. Участвовали они в том числе в проводке арктических конвоев, заходя в Мурманск и Архангельск. В октябре 1943 года VF-4 на авианосце «Рэйнджер» участвовала в рейде к берегам северной Норвегии, сбив два разведчика.
Во время битвы за Атлантику «Уайлдкеты» при охоте за подводными лодками часто работали в паре с бомбардировщиком. Подводной лодке необходимо было периодически подниматься на поверхность, обновляя запасы воздуха и заряжая аккумуляторные батареи. В этот момент она была очень уязвима для воздушной атаки, не успевая быстро уйти по воду. Немцы стали вооружать подводные лодки целыми батареями зенитных пулемётов и орудий. Патрульные самолёты стали нести потери. Для таких случаев была выработана специальная тактика. Пользуясь маневренностью, прекрасной защищенностью и мощным вооружением, «Уайлдкеты» атаковали субмарину в надводном положении, воздействуя на зенитный расчет пулемётным огнём, и тогда уже к делу подключался бомбардировщик. Эффективность атак «Уайлдкетов» возросла после вооружения их неуправляемыми ракетами.
На Тихом океане у «Уайлдкетов» была несколько другая роль. Эскадрильи эскортных авианосцев занимались поддержкой высадки десантов на многочисленные острова. Здесь «Уайлдкеты» занимались чаще не ПВО, а непосредственной авиационной поддержкой войск. Тем не менее им пришлось повоевать и в качестве истребителей. На долю FM из 38 различных эскадрилий до конца войны записали 432 воздушных победы. А последняя победа в воздушном бою была достигнута 5 августа 1945 года — FM-2 с авианосца «Лунга» сбил японский бомбардировщик P1Y.
Огромный вклад внёс «Уайлдкет» и в обучение морских пилотов. Он был существенно проще в пилотировании чем «Хэллкет» и тем более капризный «Корсар», прощая многие ошибки новичков. Для отработки навигации, посадки и взлёта с палубы даже использовались два переоборудованных колёсных парохода, ходившие по Великим озёрам.
После окончания Второй мировой войны хватало и истребителей более современных типов, поэтому все уцелевшие «Уайлдкеты» были быстро списаны.

### Британская морская авиация
| Производство «Уайлдкетов» для Великобритании по годам | Производство «Уайлдкетов» для Великобритании по годам       | Производство «Уайлдкетов» для Великобритании по годам | Производство «Уайлдкетов» для Великобритании по годам | Производство «Уайлдкетов» для Великобритании по годам | Производство «Уайлдкетов» для Великобритании по годам | Производство «Уайлдкетов» для Великобритании по годам | Производство «Уайлдкетов» для Великобритании по годам | Производство «Уайлдкетов» для Великобритании по годам |
| Модификация                                           | Серийные номера                                             | 1940                                                  | 1941                                                  | 1942                                                  | 1943                                                  | 1944                                                  | 1945                                                  | ВСЕГО                                                 |
| ----------------------------------------------------- | ----------------------------------------------------------- | ----------------------------------------------------- | ----------------------------------------------------- | ----------------------------------------------------- | ----------------------------------------------------- | ----------------------------------------------------- | ----------------------------------------------------- | ----------------------------------------------------- |
| MARTLET I                                             | AL236-AL262 AX725-AX738 AX824-AX829 BJ507-BJ527 BJ554-BJ570 | 81                                                    |                                                       |                                                       |                                                       |                                                       |                                                       | 81                                                    |
| MARTLET II                                            | AM954-AM999 AJ100-AJ153                                     |                                                       | 60                                                    | 49                                                    |                                                       |                                                       |                                                       | 109                                                   |
| MARTLET III                                           |                                                             |                                                       | 30                                                    |                                                       |                                                       |                                                       |                                                       | 30                                                    |
| MARTLET IV                                            | FN100-FN319                                                 |                                                       |                                                       | 220                                                   |                                                       |                                                       |                                                       | 220                                                   |
| MARTLET V                                             | JV325-JV636                                                 |                                                       |                                                       | 2                                                     | 309                                                   | 11                                                    |                                                       | 322                                                   |
| WILDCAT VI                                            | JV637-JV924 JW785-JW836                                     |                                                       |                                                       |                                                       |                                                       | 240                                                   | 100                                                   | 340                                                   |
| ИТОГО                                                 |                                                             | 81                                                    | 90                                                    | 271                                                   | 309                                                   | 251                                                   | 100                                                   | 1102                                                  |

Первыми истребителями Грумман, принявшими участие во Второй мировой войне, стали поставленные в Великобританию «Мартлет» I. В октябре 1940 года они начали поступать в 804-ю эскадрилью, базировавшуюся на аэродроме Хэтсон. Эскадрилья обеспечивала ПВО военно-морской базы Скапа-Флоу. 25 декабря 1940 года патрульная пара из 804-я сбила на подходе к базе немецкий разведчик Ju 88А.
«Мартлет» III из бывшего греческого заказа попали в 805-ю и 806-ю эскадрильи, базировавшиеся в Северной Африке на аэродроме Декхейла. Эти машины действовали в основном над сушей и чаще использовались как штурмовики. Занимались также прикрытием с воздуха кораблей у побережья Африки и сопровождением бомбардировщиков. Часть самолётов из 806-й совершила в августе 1942 года поход на авианосце «Индомитейбл». Авианосец сопровождал конвой из Гибралтара на Мальту. В воздушных боях были сбиты четыре немецких и итальянских машины ценой потери трёх своих.
Полноценными палубными истребителями стали «Мартлет» II, начавшие поступать в августе 1941 года. Первой их получила 802-я эскадрилья, вышедшая в сентябре 1941 года на эскортном авианосце «Одесити» для сопровождения конвоя из Гибралтара на Мальту. Авианосец был очень небольшим кораблём и нёс всего шесть истребителей, размещавшихся на палубе. Во время первого похода пара «мартлетов» сбила четырёхмоторный разведчик FW 200C. Во второго похода в ноябре 1941 года были сбиты четыре самолёта. «Мартлет» II служили в 11 эскадрильях морской авиации. Кроме вспомогательных 768, 778, 787 и 795, они служили в истребительных 802, 806, 881, 882, 888, 893 и 1832 эскадрильях. Эти эскадрильи базировались на восьми авианосцах разного класса — от эскадренного «Формидэбла» до лёгкого «Аргуса» .
Основная часть из поставлявшихся по ленд-лизу 220 «мартлетов» IV, 312 «мартлетов» V и 370 «уайлдкэтов» VI базировались на эскортных авианосцах. От четырёх до шести истребителей входили в состав смешанных эскадрилий вместе с десятком бомбардировщиков «Суордфиш» или «Эвенджер». Первые «Мартлет» IV попали в 892-ю эскадрилью 15 июля 1942 года и вышли из Норфолка на борту эскортных авианосцев «Арчер» и «Бэттлер». «Мартлеты» занимались как ПВО соединения, так и поиском и уничтожением подводных лодок.
Ещё шесть эскадрилий входили в состав авиагрупп «больших» авианосцев. Так, в мае 1942 года при высадке на Мадагаскар в состав 881-й и 882-й эскадрилий авианосца «Илластриес» входили «Мартлет» IV. Они осуществляли прикрытие высадки, разведку и штурмовку позиций французских войск, подчинявшихся Виши. Потеряв один свой самолёт, «мартлеты» сбили несколько французских самолётов, в том числе два двухмоторных бомбардировщика Потэ 63 .
В августе 1942 года 806-я эскадрилья на «Индомитебле» ходила с конвоями на Мальту, отбивая атаки итальянских бомбардировщиков. В ноябре 1942 года британские «Мартлеты», в том числе 882-я эскадрилья с «Викториеса», принимали участие в высадке союзников в Марокко и Алжире. Во время рейда авианосцев «Илластриес» и «Формидабл» в Бенгальский залив «мартлеты» одержали свою единственную победу над японскими самолётами, сбив четырёхмоторную лодку H6K. «Коты» с «Викториеса» приняли участие в высадке в Салерно в 1943 году.
«Уайлдкэт» VI шли в основном на Тихий океан, но часть из них попала на Атлантический. Первой «Шестёрки» получила в июле 1944 года 881-я эскадрилья, летавшая с авианосца «Пэшер». «Уайлдкэт» VI принадлежит честь последней воздушной победы в борьбе с Германией. 26 марта 1945 года у побережья Норвегии четыре «шестёрки» из 882-й эскадрильи авианосца HMS Searcher столкнулись с восемью немецкими истребителями «Мессершмит» Bf 109-G. Британцы сбили четыре из них, при этом только один «Уайлдкет» получил повреждения.
Всего за время войны британские «коты» сбили 53 самолёта — 38 немецких, восемь итальянских, шесть французских и один японский. После войны поставлявшиеся по ленд-лизу «Уайлдкеты» требовалось либо вернуть, либо выкупить. Британскому флоту они были не нужны и их вернули США. Но там они тоже были без надобности, и «уайлдкеты» пошли на слом в 1946 году.

## Тактико-технические характеристики (F4F-4)

Схема варианта F4F-4.

### Технические характеристики
- Экипаж: 1 человек
- Длина: 8,773 м
- Размах крыла: 11,582 м
- Высота: 2,8 м
- Площадь крыла: 24,155 м²
- Профиль крыла: NACA 230
- Масса пустого: 2 610 кг
- Максимальная взлётная масса: 3 610 кг
- Двигатели: 1× двойной радиальный Pratt & Whitney R-1830-86 «Twin Wasp» мощностью 1200 л. с. (900 кВт)
- Воздушный винт: трёхлопастный изменяемого шага «Кертисс Электрик» диаметром 3,14 м

### Лётные характеристики
- Максимальная скорость: 513 км/ч
- Крейсерская скорость: 349 км/ч
- Практическая дальность: 1 335 км
- Практический потолок: 10 380 м
- Скороподъёмность: 9,9 м/с
- Нагрузка на крыло: 149 кг/м²

### Вооружение
- Пулемётное: 6× 12,7-мм пулемёта Browning M2 по 240 патронов на ствол
- Бомбовая нагрузка: 2× 45-кг бомбы и/или 2× 220 л ПТБ

## Оценка проекта
Японские лётчики весьма нелестно отзывались об «Уайлдкете». Адмирал Тюити Нагумо высказывался о нём как о самолёте, который: «страдает ожирением, как престарелый борец сумо». В маневренном воздушном бою при горизонтальном маневре японский истребитель «Зеро» А6М2 и, тем более, А6М3 имел явные преимущества и легко мог зайти «Уайлдкету» в хвост. В скорости японские истребители не уступали американскому, а по дальности — значительно его превосходили. Тем не менее, «Уайлдкет» имел и достоинства. Истребитель обладал хорошими разгонными характеристиками при пикировании и имел некоторое преимущество в скороподъёмности. В руках опытного лётчика при грамотном маневрировании «Уайлдкет» становился грозным противником. Разогнавшись в пологом пикировании, F4F мог выполнить энергичный иммельман и атаковать японский самолёт в лоб. В этом случае сказывалось преимущество «Уайлдкета» в вооружении. В состав вооружения первых модификаций «Зеро» входили два 7,62-мм пулемёта и две 20-мм пушки. Боезапас последних составлял всего по 60 снарядов на ствол и японские пилоты вынуждены были их экономить, ведя огонь в основном из пулемётов. Вооружение же американского самолёта благодаря своей мощности, скорострельности и кучности позволяло уничтожить японский истребитель полусекундным залпом.
В бою также сказывалась хорошая защищённость «Уайлдкета». Высокая живучесть самолёта обеспечивалась тем, что конструкция планера была спроектирована по неавиационным нормам прочности, лётчик был защищен бронеспинкой, а баки располагались компактно и были протектированными. Высокой живучестью обладал и двигатель «Дабл Уосп» — он продолжал тянуть при разрыве или отстреле одного и даже двух цилиндров. Результативность «Уайлдкетов» возрастала при использовании специально разработанной тактики — такой как «плетёнка Татча». Поэтому общее соотношение сбитых и потерянных самолётов оказалось в пользу груммановского самолёта — 5,1 к 1. Положительным обстоятельством было и то, что при вынужденной посадке на воду истребитель мог сохранять плавучесть в течение 5—10 минут. За это время лётчик мог выбраться из машины и забраться в самонадувающуюся резиновую лодку, входившую в комплект любого американского палубного самолёта.
Вместе с тем, самолёт обладал и рядом недостатков. Конструкция шасси была архаичной и неудачной, что отрицательно сказалось на характеристиках самолёта. Шасси имело малую колею, что при жёсткой посадке зачастую приводило к авариям и катастрофам. Прочность шасси также оставляла желать лучшего, так как оно практически без изменений перешло от более лёгкого биплана. Длину стоек шасси из-за ограничения места в фюзеляже увеличить было нельзя, поэтому клиренс был ограничен. Это не давало возможности установить винт большего диаметра. В результате КПД силовой установки сильно падал, так как существенная часть тяги винта тратилась на обдув капота и двигателя.
Начиная с модификации F4F-4 истребитель получил шесть пулемётов. Это увеличило его огневую мощь, но при этом пришлось пойти на уменьшение их боезапаса и запаса топлива. С учётом возросшего сопротивления расход топлива вырос и дальность существенно снизилась, ограничив радиус действия истребителя. Паллиативным решением стала установка подвесных баков, но это сказывалось на летных характеристиках. Зато складываемое крыло позволило размещать на авианосцах большее количество истребителей.
Поступив на вооружение перед началом войны, «Уайлдкеты» неплохо показали себя в первый её год, однако резерв модернизаций «Уайлдкета» был довольно быстро исчерпан. Начиная с 1943 года его в качестве основного палубного истребителя заменил Грумман F6F «Хеллкэт», по сути являвшийся его более крупной модификацией. Тем не менее, на этом карьера «Уайлдкета» не закончилась. Благодаря складываемому крылу и меньшим, по сравнению с «Хеллкэтом», габаритам, он применялся на американских и английских конвойных авианосцах. Помимо истребительного прикрытия «Уайлдкеты» занимались поддержкой высадки десантов и поиском и уничтожением подводных лодок. После обнаружения подлодки, шедшей в надводном положении или под перископом, истребитель обстреливал её из пулемётов и сбрасывал бомбы. Эффективность действий против подлодок выросла после оснащения «Уайдкетов» неуправляемыми авиационным ракетами. Многие самолёты этого типа пережили войну, а некоторые из них сохранились до настоящего времени в лётнопригодном состоянии в авиамузеях и частных коллекциях.

## Эксплуатанты
США
- авиация ВМС США
- авиация КМП США

 Великобритания
- ВВС Флота Великобритании (Fleet Air Arm) (до мая 1939 года часть ВВС)

 Канада
- авиация Королевского военно-морского флота Канады: канадские лётчики в рамках обмена опытом проходили обучение на британском эскортном авианосце Puncher. В составе 881-й эскадрильи они выполняли вылеты на 14 самолётах Martlet с февраля по июль 1945 года[74].

Не были получены:
 Бельгия
- для ВВС заказано не менее 10 G-36A, после поражения Бельгии переданы Франции, а затем Великобритании (ВВС флота).

 Франция
- для авиации ВМС заказан 81 самолёт, после поражения Франции переданы британскому флоту.

 Греция
- для ВВС заказаны 30 Martlet Mk III, доставлены в Гибралтар, после поражения Греции переданы британскому флоту.

## Использованная литература и источники
1. ↑  «Грумман» // Авиация: Энциклопедия / Гл. ред. Г. П. Свищёв. — М. : Большая Российская энциклопедия, 1994. — С. 195. — ISBN 5-85270-086-X.
2. 1 2 3  Авиаколлекция №2, 2011, с. 2.
3. 1 2 3 4  Dann. F4F Wildcat in action, 2004, p. 5.
4. ↑  Война в воздухе № 83, 2001, с. 2.
5. 1 2 3  Война в воздухе № 83, 2001, с. 3.
6. 1 2  Aircraft Profile №53, 1965, p. 3.
7. 1 2 3  Авиаколлекция №2, 2011, с. 4.
8. 1 2  Война в воздухе № 83, 2001, с. 4.
9. ↑  Авиаколлекция №2, 2011, с. 3.
10. 1 2 3  Linn. F4F Wildcat in action, 1988, p. 4.
11. ↑  Aircraft Profile №53, 1965, с. 2.
12. ↑  Aircraft Profile №53, 1965, p. 4.
13. 1 2 3 4 5 6 7  Кудишин. Он страдает ожирением, как борец сумо!, 1997, с. 17.
14. 1 2 3 4  Dann. F4F Wildcat in action, 2004, p. 7.
15. 1 2  Авиаколлекция №2, 2011, с. 5.
16. ↑  Авиаколлекция №2, 2011, с. 20—21.
17. ↑  Dann. F4F Wildcat in action, 2004, p. 8.
18. 1 2 3  Dann. F4F Wildcat in action, 2004, p. 9.
19. 1 2 3 4 5  Dann. F4F Wildcat in action, 2004, p. 10.
20. 1 2 3 4  Aircraft Profile №53, 1965, p. 6.
21. 1 2 3  Dann. F4F Wildcat in action, 2004, p. 11.
22. 1 2 3 4 5 6  Dann. F4F Wildcat in action, 2004, p. 15.
23. 1 2  Dann. F4F Wildcat in action, 2004, p. 19.
24. 1 2 3  Linn. F4F Wildcat in action, 1988, p. 10.
25. 1 2 3  Авиаколлекция №2, 2011, с. 9.
26. 1 2 3  Dann. F4F Wildcat in action, 2004, p. 16.
27. ↑  возможно опечатка и это 2524?
28. 1 2 3  Dann. F4F Wildcat in action, 2004, p. 17.
29. 1 2  Авиаколлекция №2, 2011, с. 13.
30. ↑  Dann. F4F Wildcat in action, 2004, p. 18.
31. 1 2 3 4 5 6  Dann. F4F Wildcat in action, 2004, p. 20.
32. ↑  Detail&Scale №30, 1988, p. 30.
33. 1 2 3 4 5  Dann. F4F Wildcat in action, 2004, p. 21.
34. 1 2 3  Dann. F4F Wildcat in action, 2004, p. 43.
35. ↑  Лундстрем_139
36. 1 2  Lundstrom, From Pearl Harbor to Midway, 1984, p. 139.
37. 1 2  Lundstrom, From Pearl Harbor to Midway, 1984, p. 140.
38. ↑  Linn. F4F Wildcat in action, 1988, p. 21.
39. 1 2  Dann. F4F Wildcat in action, 2004, p. 32.
40. 1 2 3  Dann. F4F Wildcat in action, 2004, p. 33.
41. ↑  В «Авиаколлекции» говорится также о несколько изменённом капоте.
42. ↑  Dann. F4F Wildcat in action, 2004, p. 34.
43. 1 2 3 4 5  Dann. F4F Wildcat in action, 2004, p. 35.
44. ↑  Другие источники утверждаю, что был установлен винт Гамильтон Стандарт
45. 1 2  Война в воздухе № 83, 2001, с. 26.
46. ↑  Авиаколлекция №2, 2011, с. 14.
47. ↑  По другим данным («Война в воздухе», стр. 26) вернулись к прежним закрылкам «крокодильего» типа
48. ↑  Dann. F4F Wildcat in action, 2004, p. 37.
49. ↑  Dann. F4F Wildcat in action, 2004, p. 40.
50. ↑  Dann. F4F Wildcat in action, 2004, p. 41.
51. 1 2  Dann. F4F Wildcat in action, 2004, p. 42.
52. 1 2 3  Dann. F4F Wildcat in action, 2004, p. 45.
53. ↑  Dann. F4F Wildcat in action, 2004, p. 47.
54. ↑  Dann. F4F Wildcat in action, 2004, p. 48.
55. 1 2  Dann. F4F Wildcat in action, 2004, p. 49.
56. ↑  Detail&Scale №30, 1988, p. 7.
57. ↑  Detail&Scale №30, 1988, p. 25.
58. ↑  Detail&Scale №30, 1988, p. 31.
59. 1 2  Detail&Scale №30, 1988, p. 57.
60. ↑  Osprey Airwar 16, 1978, p. 3.
61. ↑  Авиаколлекция №2, 2011, с. 23.
62. ↑  Война в воздухе № 83, 2001, с. 44.
63. ↑  Война в воздухе № 83, 2001, с. 46.
64. ↑  Война в воздухе № 83, 2001, с. 47.
65. 1 2  Война в воздухе № 83, 2001, с. 48.
66. 1 2  Война в воздухе № 83, 2001, с. 49.
67. 1 2 3 4  Авиаколлекция №2, 2011, с. 27.
68. ↑  Stille, 2017, 100.
69. 1 2 3 4 5 6 7 8 9  Авиаколлекция №2, 2011, с. 28.
70. ↑  Tillman. Wildcat Aces of WW2, 1995, p. 68.
71. ↑  Detail&Scale №30, 1988, p. 63.
72. 1 2 3 4 5 6 7  Авиаколлекция №2, 2011, с. 29.
73. ↑  (В источнике указано общее число сбитых в Мадагаскарской операции французских самолётов - 7. Однако, в том же источнике говорится, что за всю войну «Мартлеты» сбили всего 6 французских самолётов)
74. ↑  L’Heureux, Commander E.J, RCN (Ret’d). "Aircraft Carriers: Royal Canadian Navy (RCN)." doczz.net Retrieved: 17 July 2017.